# František Smolík
František Smolík, né le 23 janvier 1891 à Prague (alors en Autriche-Hongrie) et mort dans cette ville le 26 janvier 1972 , est un acteur de nationalité tchécoslovaque.

## Biographie
František Smolík suit une formation d'ingénieur en électricité. Il commence à jouer avant la Première Guerre mondiale dans des troupes théâtrales itinérantes. À partir de 1914, il joue à Smíchov avant rejoindre les rangs de l'armée autrichienne avec laquelle il combat en Russie et en Italie. Après la guerre, il retourne à Smíchov où il est membre de la troupe du théâtre Švandově. Au cours de la saison 1921/1922, il joue à Prague, au théâtre Uranie.
En 1921, il est engagé par Jaroslav Kvapil (en), le nouveau directeur artistique du Théâtre municipal de Vinohrady, où il reste jusqu'en 1934, puis il joue au Théâtre national de Prague, où il travaille jusqu'en 1965. Il était populaire principalement pour son extraordinaire modestie, sa grâce, son raffinement, sa délicatesse, sa gentillesse, sa courtoisie et son caractère chevaleresque. Ces qualités personnelles lui ont permis d'obtenir de nombreux rôles correspondant à son caractère aussi bien au théâtre qu'au cinéma, où son meilleur rôle fut celui de l'instituteur Malka dans Monsieur principe supérieur en 1960.
Au théâtre, il a créé plus de 600 personnages, dont certains à plusieurs reprises et, au cinéma, il a joué dans plus de 75 films entre 1920 et 1968.
Depuis 1924, il joue également à la radio, comme, entre autres, le rôle de Galen dans La Peste blanche de Karel Čapek.
Il épouse Milada Smolíková (cs) (née Ortová) en 1920, une actrice qui a joué au théâtre de Vinohrady de 1928 à 1934 et au Théâtre national de 1934 à 1960.

## Filmographie partielle
- 1937 : La Chute du tyran ou La Peste blanche (Bílá nemoc)
- 1944 : Jarní píseň de Rudolf Hrušínský
- 1954 : Jan Hus d'Otakar Vávra
- 1955 : Les Têtes de chiens (Psohlavci)
- 1956 : Hrátky s čertem de Josef Mach : l'ermite Školastykus
- 1959 : Princezna se zlatou hvězdou de Martin Frič : le roi Hostivít
- 1960 : Monsieur principe supérieur (Vyšší princip)
- 1963 : Ikarie XB-1 : Anthony Hopkins, le mathématicien